# Arhopala aroa
Arhopala aroa är en fjärilsart som beskrevs av William Chapman Hewitson 1863. Arhopala aroa ingår i släktet Arhopala och familjen juvelvingar. Inga underarter finns listade i Catalogue of Life.

## Bildgalleri

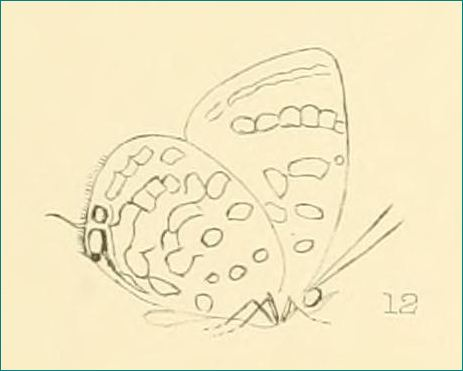
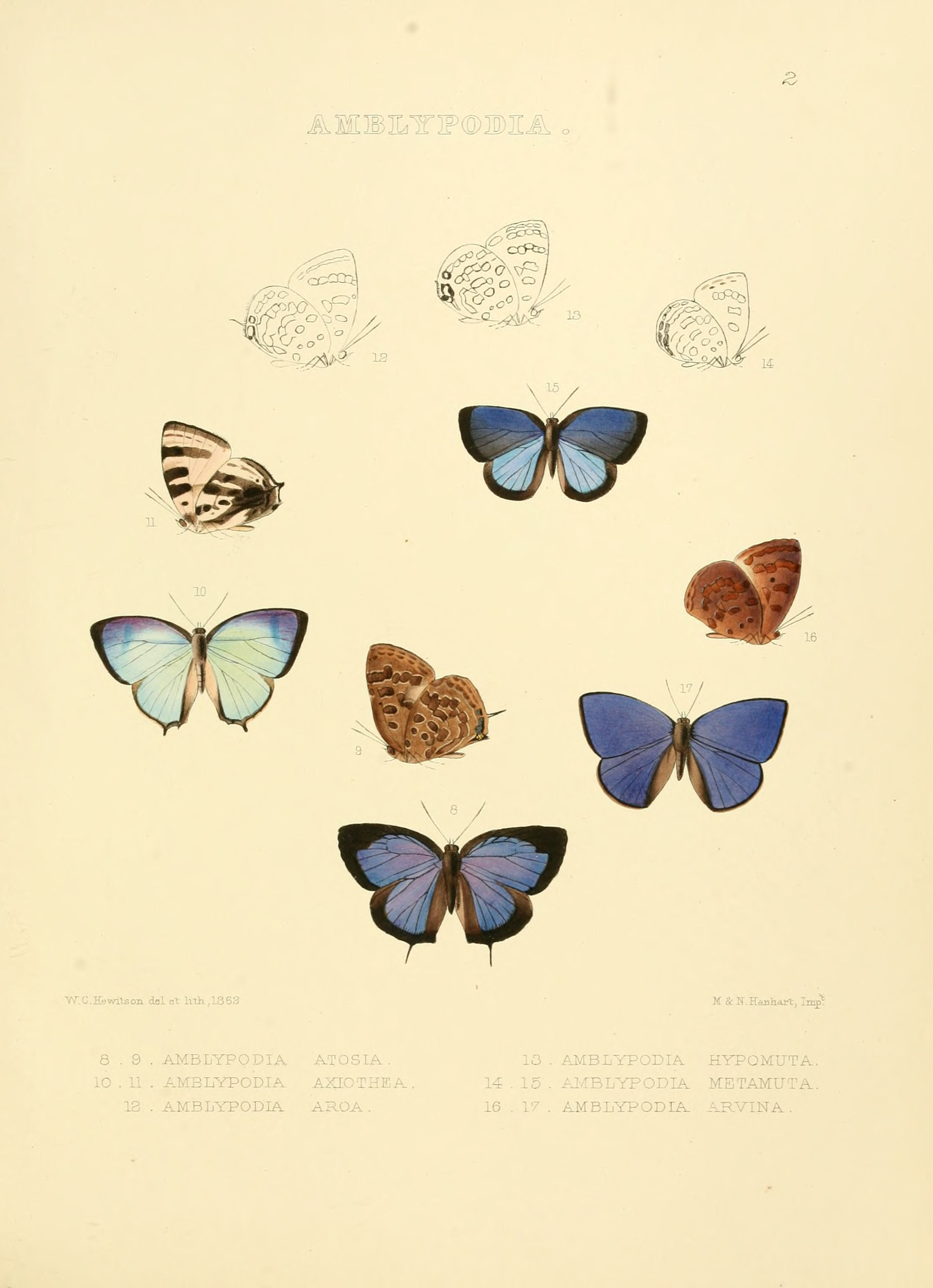